# レーサーX
レーサーX（Racer X）は、アメリカ・カリフォルニア州・ロサンゼルスで結成されたヘヴィメタルバンド。

## 現在のメンバー
- ジェフ・マーティン(Jeff Martin)(Vo) - バッドランズ、UFOにドラマーとして加入していた経歴がある。
- ポール・ギルバート(Paul Gilbert)(Gt)
- ジョン・アルデレッティ(Juan Alderete)(Bs) - ホアン・アルデレッテの名前でマーズ・ヴォルタにも所属している。
- スコット・トラヴィス(Scott Travis)(Dr) - ジューダス・プリーストにも所属している。

### 在籍していたメンバー
- ハリー・ショエッサー(Harry Gschoesser)(Dr)
- ブルース・ブイエ(Bruce Bouillet)(Gt)　腱鞘炎を理由に再結成後は参加していない。その後は回復し、ソロアルバムをリリースしている。
- クリス・アーバン(Chris Arvan)(Gt)

## 来歴
- 1980年代後半、シュラプネル在籍の売れっ子でGIT講師であったポールは、シュラプネルの総帥であったマイク・ヴァーニーにバンド結成の話を打診。その際に、ボーカルのジェフとベースのジョン、ドラムのハリーが加わり、レーサーX結成。1986年に1stアルバム『Street Lethal』を発表する。
- その後、パーマネントなバンドとして活動していく事になり、GITでポールの教え子であったブルースを加入させ、ドラムをハリーからスコットにチェンジ。1987年に2ndアルバム『Second Heat』を発表。ポールとブルースの高速ツインギターが話題となり、当時は同じくシュラプネル所属のマーティー・フリードマンとジェイソン・ベッカー率いるカコフォニーと人気を二分した。
- その後、ライブアルバム『Live Extreme Volume』を出して順調な活動に乗り出したが、ジェフが脱退するトラブルがあったり、創始者のポールがビリー・シーンからMR. BIGの結成の話を持ちかけられ、それに参加する事になって脱退を表明し、バンドは存続の危機に立たされた。その後、スコットもジューダス・プリーストに参加のためバンドを抜け、バンドはブルースとジョンの2人だけになった。2人だけになったバンドは、その後The Screamと名を変え、『Let It Scream』というアルバムを出す。これによって、レーサーXは一旦消滅した。消滅後の1992年には『Live Extreme Volume II』が発売された。これはシュラプネルとの契約が残っており、それを消化する為に未発表のライブテイクを収録したものであった。
- しかし、1999年になると、ポールがMr. Bigから脱退してソロ活動に専念していたところでレーサーXを再結成する事を決意。ジェフとジョン、スコットと黄金時のメンバーで復活を遂げた（ブルースは腱鞘炎の為、不参加）。復活後、アルバムは1999年に『Technical Difficulties』、2000年に『Superheroes』、2002年に『Getting Heavier』を出している。

## ディスコグラフィー
- Street Lethal (1986)
- Second Heat (1987)
- Live Extreme Volume I (1988)
- Live Extreme Volume II (1992)
- Technical Difficulties (1999)
- Superheroes (2000)
- Snowball of Doom Live at the Whisky (2001)
- Snowball of Doom II (2002)
- Getting Heavier (2002)

## 来日公演
- Japanese Tour 2002（2002年）
  - 1月08日 大阪 ON AIR 大阪
  - 1月09日 名古屋 名古屋クラブクアトロ
  - 1月10日 東京 SHIBUYA-AX
  - 1月11日 東京 渋谷クラブクアトロ
  - 1月12日 横浜 横浜ベイホール

## 逸話
- バンド名の由来は日本のアニメ『マッハGoGoGo』の登場人物、覆面レーサーXから。
- ポール・ギルバートがレーサーX再結成に気持ちを動かした要因のひとつに、"SNAKEBITE"と名乗るオーストラリア在住のメタルDJから執拗に送られて来たメールの事をあげている。このことが忘れられずTechnical Difficulties にはSNAKEBITEという曲が収録されている。